# Il piacere (film, 1918)
Pour les articles homonymes, voir Il piacere.
Pour plus de détails, voir Fiche technique et Distribution.
Il piacere est un film italien réalisé par Amleto Palermi, sorti en 1918.
L'intrigue du film reprend celle du roman éponyme de Gabriele D'Annunzio, publié en 1889, traduit en français par Georges Hérelle sous le titre L'Enfant de volupté (1895).

## Fiche technique
- Titre original : Il piacere
- Réalisation : Amleto Palermi
- Scénario : Amleto Palermi, d'après le roman de Gabriele D'Annunzio
- Photographie : Fernando Dubois
- Montage :
- Société de production : Teatro-Lombardo Film
- Pays d’origine :  Royaume d'Italie
- Langue : Italien
- Format : Noir et blanc — 35 mm — 1,33:1 — Muet
- Genre : Film dramatique
- Durée   :  50 minutes
- Dates de sortie : 
  -  Royaume d'Italie : janvier 1918

## Distribution
- Vittoria Lepanto: Elena Muti
- Enrico Roma: Andrea Sperelli
- Alberto Casanova
- Fritz Kraenke (en)
- Giovanni Ravenna